# Comuna de Zławieś Wielka
Zławieś Wielka (polaco: Gmina Zławieś Wielka) é uma gminy (comuna) na Polónia, na voivodia de Cujávia-Pomerânia e no condado de Toruński. A sede do condado é a cidade de Zławieś Wielka.
De acordo com os censos de 2004, a comuna tem 11 022 habitantes, com uma densidade 62,1 hab/km².

## Área
Estende-se por uma área de 177,53 km², incluindo:
- área agricola: 63%
- área florestal: 23%

## Demografia
Dados de 30 de Junho 2004:
|                      | Total   | Total | Mulheres | Mulheres | Homens  | Homens |
| -------------------- | ------- | ----- | -------- | -------- | ------- | ------ |
|                      | pessoas | %     | pessoas  | %        | pessoas | %      |
| População            | 11 022  | 100   | 5549     | 50,3     | 5473    | 49,7   |
| Densidade (pop./km²) | 62,1    | 100   | 31,3     | 31,3     | 30,8    | 30,8   |

De acordo com dados de 2002, o rendimento médio per capita ascendia a 1287,89 zł.

## Subdivisões
- Cegielnik, Cichoradz, Czarne Błoto, Czarnowo, Górsk, Gutowo, Łążyn, Pędzewo, Przysiek, Rozgarty, Rzęczkowo, Siemoń, Skłudzewo, Stary Toruń, Toporzysko, Zarośle Cienkie, Zławieś Mała, Zławieś Wielka.

## Comunas vizinhas
- Bydgoszcz, Dąbrowa Chełmińska, Łubianka, Łysomice, Solec Kujawski, Toruń, Unisław, Wielka Nieszawka